# كارل ألبرشت (شخصية أعمال)
كارل ألبرشت (بالألمانية: Carl Albrecht)‏ هو شخصية أعمال ألماني، ولد في 15 سبتمبر 1875 في مدينة بريمن في ألمانيا، وتوفي بنفس المكان في 24 ديسمبر 1952.